# Мирвелашвили, Сергей Михайлович
Сергей Михайлович Мирвелашвили (1913 год, село Чумлаки, Сигнахский уезд, Тифлисская губерния, Российская империя — неизвестно, село Чумлаки, Гурджаанский район, Грузинская ССР) — звеньевой колхоза имени Калинина Гурджаанского района, Грузинская ССР. Герой Социалистического Труда (1950).

## Биография
Родился в 1913 году в крестьянской семье в селе Чумлаки Сигнахского уезда. С раннего возраста трудился в сельском хозяйстве до призыва в 1941 году в Красную Армию по мобилизации. Участвовал в Великой Отечественной войне. Воевал в составе 392-й стрелковой дивизии. После демобилизации возвратился в родное село, где трудился звеньевым виноградарей в местном колхозе имени Калинина Гурджаанского района в родном селе. За выдающиеся трудовые достижения по итогам работы в 1948 году был награждён Орденом Ленина.
В 1949 году звено под его руководством собрало в среднем с каждого гектара по 118,3 центнера винограда с общей площади 3 гектара. Указом Президиума Верховного Совета СССР от 5 сентября 1949 года удостоен звания Героя Социалистического Труда за «получение высоких урожаев винограда в 1949 году» с вручением ордена Ленина и золотой медали «Серп и Молот» (№ 5650).
Этим же указом званием Героя Социалистического Труда были награждены председатель колхоза Владимир Захарьевич Осошвили, бригадир Давид Георгиевич Мамателашвили, звеньевые Иван Захарьевич Датуашвили, Иосиф Васильевич Датуашвили, Давид Васильевич Кутибашвили и Тамара Семёновна Майсурадзе.
После выхода на пенсию проживал в родном селе Чумлаки Гурджаанского района. Дата смерти не установлена.
Награды
- Герой Социалистического Труда
- Орден Ленина — дважды (09.08.1949; 1950)
- Медаль «За оборону Кавказа» (01.05.1944)